# Edward Rybarz
Edward Rybarz (ur. 8 sierpnia 1884 w Suminie, zm. 19 sierpnia 1940 w Tychach) – polski działacz polityczny na Śląsku, naczelnik gminy Łagiewniki Śląskie, poseł na Sejm Śląski I kadencji w II RP.

## Życiorys
Po 1918 członek bytomskiej powiatowej Rady Ludowej i delegat do Naczelnej Rady Ludowej w Poznaniu. Współorganizator i członek rady Polskiej Organizacji Wojskowej. W 1921 kierował Wydziałem Prasowym Polskiego Komitetu Plebiscytowego.
W 1922 wybrany z listy Narodowej Demokracji do Sejmu Śląskiego I kadencji. W początkowych latach II RP związany z obozem narodowym, po 1926 zbliżył się do sanacji. W latach 1929–1939 piastował funkcję naczelnika gminy Łagiewniki Śląskie.
Był współredaktorem „Polaka” i „Gazety Ludowej”, a od 1927 roku redaktorem „Gońca Śląskiego”.

## Ordery i odznaczenia
- Krzyż Kawalerski Orderu Odrodzenia Polski (2 maja 1923)[2][3]
- Medal Niepodległości (17 marca 1938)[4]
- Srebrny Wawrzyn Akademicki (7 listopada 1936)[5]
- Krzyż Oficerski Orderu Gwiazdy Rumunii (Rumunia)